# Paještěrka písečná
Paještěrka písečná (Eremias grammica) je největší zástupce paještěrek rodu Eremias. Obývá středoasijské pouště od Íránu až po západní Čínu.

## Popis
Štíhlý ještěr dosahující délky až 30 cm. Na hlavě jsou nápadné hrbolky s nosními otvory. Prsty na končetinách jsou opatřené třásnitými lemy pro snadný pohyb v sypkém písku.Stejně jako všichni zástupci čeledi ještěrkovitých mají dlouhý ocas, který se snadno láme, tzv. kaudální autotomie. Zbarvení je šedozelené s černošedou kresbou, břicho je bělavé.

## Taxonomie
Tento druh patří mezi ještěrkovité (Lacertidae) plazy do rodu Eremias, který se vyskytuje v suchých oblastech od jihovýchodní Evropu po střední Asii.

## Ekologie
Obývá polopevné písčité oblasti s řídkou vegetací. Aktivní je přes den, před příliš vysokými teplotami se ale ukrývá ve stínu. Samice může klást vejce i několikrát za sezónu. Samci paještěrek Eremias mohou být agresivní jak k ostatní samcům stejného druhu, tak i k menším zástupcům jiných taxonů.

## Chov
Je velmi vzácným chovancem v rámci zoologických zahrad i soukromých chovatelů. V Evropě ji najdeme pouze v Zoo Praha, kde se ji podařilo poprvé na světě úspěšně odchovat.